# Эта-Аквариды
η-Аквари́ды — метеорный поток, связанный с кометой Галлея. Получил своё имя потому, что его радиант располагается в созвездии Водолея, рядом с одной из его ярких звёзд, η Водолея.
Наблюдается с конца апреля по конец мая каждый год с пиком активности 6 мая (поэтому их ещё называют Майские Аквариды). η-Аквариды лучше наблюдать в предрассветные часы вдали от городских огней.
η-Аквариды — сравнительно высокоактивный метеорный поток; в максимуме наблюдается до 70 метеоров в час. В 2005 году условия наблюдения этого потока были благоприятны, так как максимум η-Акварид пришёлся на новолуние.